# 片側顔面痙攣
片側顔面痙攣（へんそくがんめんけいれん、hemifacial spasm）は、片側の顔面がピクピクと痙攣を起こす不随意運動の一つ。半側顔面痙攣と呼ばれることもある。日本神経学会での正式用語は片側顔面攣縮である。

## 原因
顔面神経根部が脳底血管と接触することにより、神経の異常興奮が生じることによる。

## 疫学
40歳以上の女性に好発だが、小児でも報告がある。

## 症状
精神的緊張によって出現することがある。初期は下眼瞼の痙攣が多く、頬、口角、下顎へと徐々に痙攣部位が広がる。左側の発生がやや多い。神経麻痺の出現はみられない。

## 診断
鑑別すべき疾患として眼瞼痙攣やメージュ症候群（Meige症候群、眼瞼痙攣と顎や頸部の不随意運動の合併症状）があるが、これらは両側に症状が出ることで鑑別が可能である。

## 治療
ボツリヌス療法
ボツリヌス毒素の注射が一般的。アセチルコリンの遊離を抑制することにより痙攣を抑えるという機序で、外来治療が可能だが、効果は概ね3ヶ月程度しか持続しない。
手術療法
難治性の場合は神経血管減圧術(Janettaの手術)も行う。根治療法であり、熟練した術者であれば治癒率は90%以上を示す。この手術は後頭下部を開き、顔面神経と脳底血管の接触をスペーサーやテープ等によって防ぐものだが、内耳神経を傷つけることによる聴力低下や最悪の場合死亡のリスクもある。